# 평원쥐
평원쥐 또는 동부쥐(Pseudomys australis)는 쥐과에 속하는 설치류의 일종이다. 오스트레일리아 내륙의 토착종이다.

## 같이 보기
- 설치류
- 오스트레일리아쥐속